# Henri d'Escoubleau de Sourdis
Henri d'Escoubleau de Sourdis (20 de febrero de 1593-Auteuil, Francia, 8 de junio de 1645), arzobispo de Burdeos (1629-1645), fue teniente general de la Marina Real francesa en tiempos de Luis XIII, y participó en las más importaciones operaciones militares de su reinado.

## Biografía
Fue hijo de François d'Escoubleau, Marqués de Sourdis y Alluye, gobernador de Chartres y Mandrí de la Bourdaisière, tía de Gabrielle d'Estrées, Henri pasó su infancia en el castillo de Jouy-en-Josas. 
Destinado a la carrera eclesiástica, en 1623 heredó de su tío el título de obispo de Maillezais. Tomó parte en la Guerra de los Treinta Años en 1628 y luego luchó como intendente de artillería en el asedio de La Rochelle. Al año siguiente se hizo cargo de la archidiócesis de Burdeos, sucediendo a su hermano François de Sourdis y confirmada por el Cardenal Richelieu. 
Cuando se produjo el suceso de las endemoniadas de Loudun, trató de calmar el malestar público y poner fin a los exorcismos, pero se adelantó el Cardenal Richelieu que, en sus acciones contra los hugonotes en la región, envió un agente a tratar el tema, el Baron de Laubardement. 
Henri fue nombrado caballero de la Orden del Espíritu Santo el 14 de mayo de 1633. Tomó parte en la liberación de las Islas Lérins en mayo de 1637 y consiguió expulsar a Philippe de Longvilliers de Poincy del cargo de vicealmirante de Francia. Nombrado teniente general por sus excelentes cualidades como navegante, Henri Escoubleau estuvo al mando de la Arme du Ponant contra los españoles, con sendas victorias en Guetaria (julio de 1638) y Laredo (agosto de 1639), pero fue derrotado en Fuenterrabía (1638). Trató de culpar del descalabro a varios miembros de su flota, en especial a Bernard de Nogaret de La Valette d'Épernon, duque de Épernon, que había desobedecido su orden de atacar por miedo al fracaso. Aunque Richelieu le apoyó, fue sustituido al mando de la flota por Jean Armand de Maillé-Brézé. A Henri se le asignó la flota de Levante. En este nuevo teatro de operaciones, apoyó el Conde de Harcourt y al ejército de Italia durante el asedio de Casale (1640), pero al año siguiente, no pudo mantener el bloqueo del puerto de Tarragona (España) en la primera y segunda batalla por la ciudad, lo que fue un grave revés en su carrera, acusándosele de traición. Perdido entonces el apoyo de Richelieu, se le envió al exilio en Provenza. Tiempo después obtuvo permiso de Luis XIII para regresar a su diócesis de Burdeos, a pesar de que había sido destituido como arzobispo por el Papa al haberse enfrentado a él en Casale.